# Rio Paranoá

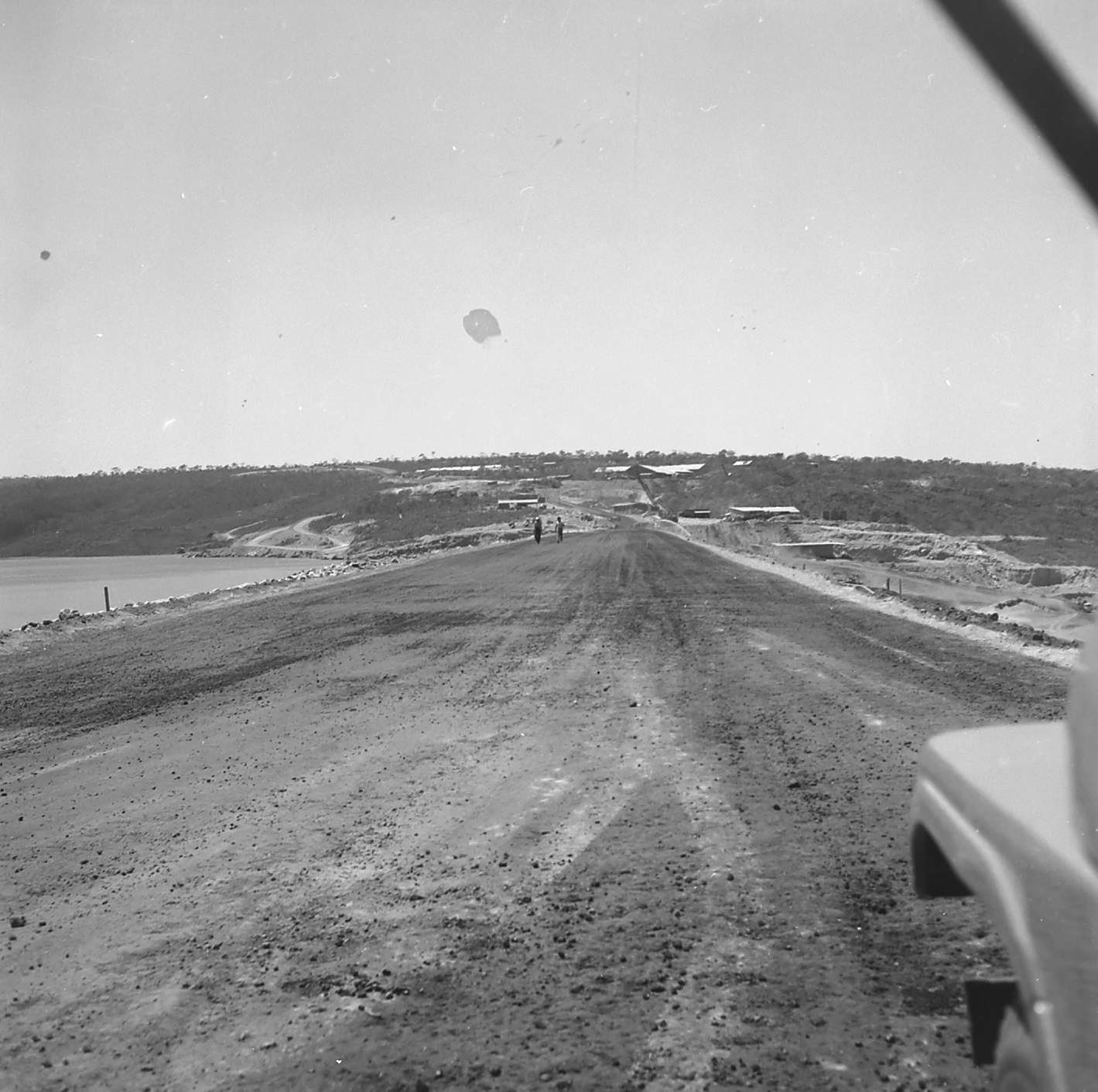
Construction du barrage du lac Paranoá, à Brasilia

Le rio Paranoá est un cours d'eau brésilien qui baigne le District fédéral.
C'est un affluent de la rive droite du rio São Bartolomeu.

## Étymologie
Paranoá est un mot d'origine tupi qui signifie « anse de mer ». il est la contraction des mots paranã (« mer ») et kûá (« anse »).